# Horaga
Horaga är ett släkte av fjärilar. Horaga ingår i familjen juvelvingar.

## Bildgalleri

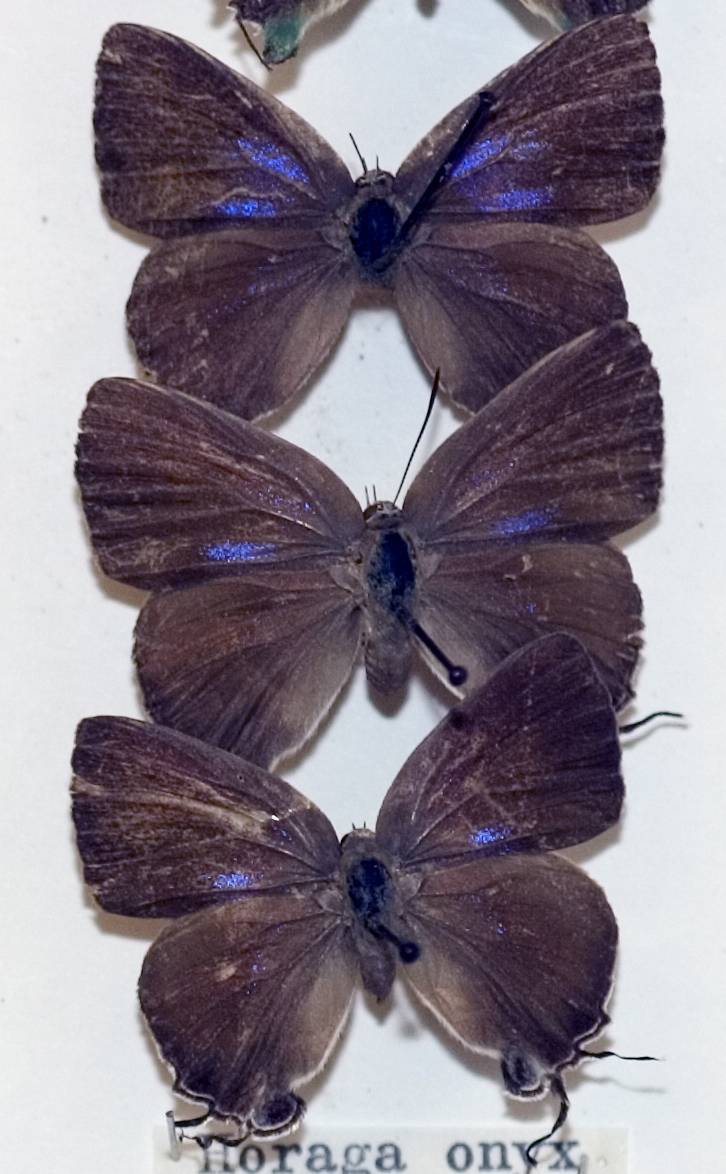
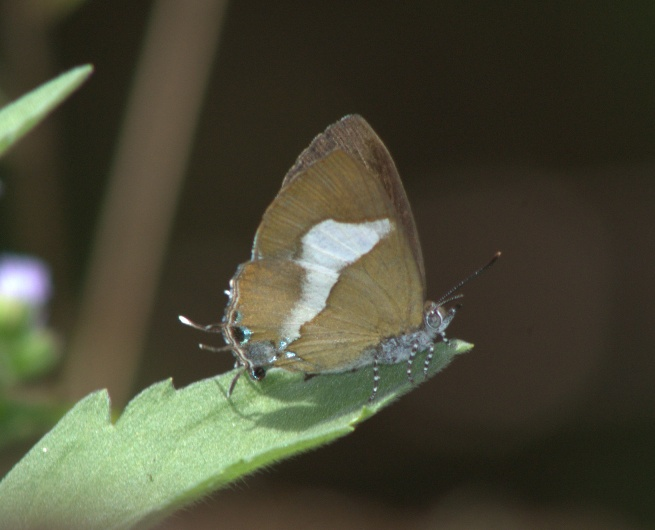

## Dottertaxa tillHoraga, i alfabetisk ordning[1]
- Horaga affinis
- Horaga akronyx
- Horaga albimacula
- Horaga albistigmata
- Horaga amethystus
- Horaga anara
- Horaga anytus
- Horaga araotina
- Horaga arta
- Horaga artontes
- Horaga asakurai
- Horaga ashinica
- Horaga bellula
- Horaga bilineata
- Horaga camiguina
- Horaga celebica
- Horaga chalcedonyx
- Horaga cingalensis
- Horaga ciniata
- Horaga corniculum
- Horaga cuzneri
- Horaga decolor
- Horaga fruhstorferi
- Horaga halba
- Horaga holothura
- Horaga isna
- Horaga joloana
- Horaga lefebvrei
- Horaga maenala
- Horaga malaya
- Horaga melera
- Horaga moenala
- Horaga moltrechti
- Horaga moulmeina
- Horaga onychina
- Horaga onyx
- Horaga onyxitis
- Horaga osma
- Horaga osmana
- Horaga overdijkinki
- Horaga paullus
- Horaga permagna
- Horaga privigna
- Horaga purpurescens
- Horaga rana
- Horaga rarasana
- Horaga samoena
- Horaga sardonyx
- Horaga schoutensis
- Horaga selina
- Horaga selna
- Horaga sikkima
- Horaga syrinx
- Horaga taweya
- Horaga triumphalis
- Horaga viola
- Horaga violetta
- Horaga zuniga